# 印度裔英國人

印度裔英國人分布

印度裔英國人，是移民英國的印度人或者是他們的後代。據2011年統計，該族群的人口達140萬人，是英國最大的少數族群，佔整體人口的2.3%，亦是繼美國、沙特阿拉伯、阿聯酋、馬來西亞及尼泊爾之後第六大的海外印度人口。他們多數為旁遮普人或古吉拉特人，亦有較小的泰米爾人、孟加拉族、馬拉亞利人社區。
里希·苏纳克於2022年10月25日成為英國史上首位印度裔首相，亦是第一位非白人的首相。

## 知名人物
- 印度裔英國人列表（英语：List of British Indians）

## 伸延閱讀
- Fisher, Michael H. . New Delhi: Permanent Black. 2006. ISBN 978-81-7824-154-8.